# Coupe des Pays-Bas de football 1915-1916
Navigation
Coupe des Pays-Bas 1914-1915 Coupe des Pays-Bas 1916-1917
La Coupe des Pays-Bas de football 1915-1916, nommée la KNVB Beker, est la 18e édition de la Coupe des Pays-Bas.

## Déroulement de la compétition
Tous les tours se jouent en élimination directe. À chaque tour, un tirage au sort est effectué pour déterminer les adversaires.

## Finale
La finale se joue le 1er juin 1916 à La Haye, le Quick La Haye bat le HBS La Haye  2 à 1 après prolongation et remporte son quatrième titre.